# Бруно Таут
Бруно Јулијус Флоријан Таут (Кенигсберг, 4. мај 1880 — Истанбул, 24. децембар 1938) је био немачки архитекта, урбаниста и представник експресионизма. Био је пионир у употреби стакла, метала и бетона и његова најзначајнија зграда је зграда стакленог павиљона са дугином куполом из 1914. године коју је предложио та изложбу у Келну. Његов брат Макс Таут био је такође познати архитекта.
Године 1910. је са својим братом, Максом Таутом, отворио архитектонску канцеларију у Берлину.
Био је први модернистички архитекта који је дао у својим пројектима места боји. За разлику од Валтера Гропијуса, Лудвиг Мис ван дер Рое и Ле Корбизјеа он је предлагао основне боје у својим пројектима док су ови архитекти радили искључиво са белом небојом.

## Најзначајније грађевине
- Стаклени Павиљон у Келну -Glaspavillon Köln, Keln (1914)
- Хала, град и земља - hala Stadt und Land, Магдебург (1922)
- насеље- Hufeisensiedlung, Берлин (1925)